# Defesa ortodoxa
|   | a | b | c | d | e | f | g | h |   |
| 8 | a8 preto torre · c8 preto bispo · d8 preto rainha · f8 preto torre · g8 preto rei · a7 preto peão · b7 preto peão · c7 preto peão · d7 preto cavalo · e7 preto bispo · f7 preto peão · g7 preto peão · h7 preto peão · e6 preto peão · f6 preto cavalo · d5 preto peão · g5 branco bispo · c4 branco peão · d4 branco peão · c3 branco cavalo · e3 branco peão · f3 branco cavalo · a2 branco peão · b2 branco peão · f2 branco peão · g2 branco peão · h2 branco peão · a1 branco torre · d1 branco rainha · e1 branco rei · f1 branco bispo · h1 branco torre | a8 preto torre · c8 preto bispo · d8 preto rainha · f8 preto torre · g8 preto rei · a7 preto peão · b7 preto peão · c7 preto peão · d7 preto cavalo · e7 preto bispo · f7 preto peão · g7 preto peão · h7 preto peão · e6 preto peão · f6 preto cavalo · d5 preto peão · g5 branco bispo · c4 branco peão · d4 branco peão · c3 branco cavalo · e3 branco peão · f3 branco cavalo · a2 branco peão · b2 branco peão · f2 branco peão · g2 branco peão · h2 branco peão · a1 branco torre · d1 branco rainha · e1 branco rei · f1 branco bispo · h1 branco torre | a8 preto torre · c8 preto bispo · d8 preto rainha · f8 preto torre · g8 preto rei · a7 preto peão · b7 preto peão · c7 preto peão · d7 preto cavalo · e7 preto bispo · f7 preto peão · g7 preto peão · h7 preto peão · e6 preto peão · f6 preto cavalo · d5 preto peão · g5 branco bispo · c4 branco peão · d4 branco peão · c3 branco cavalo · e3 branco peão · f3 branco cavalo · a2 branco peão · b2 branco peão · f2 branco peão · g2 branco peão · h2 branco peão · a1 branco torre · d1 branco rainha · e1 branco rei · f1 branco bispo · h1 branco torre | a8 preto torre · c8 preto bispo · d8 preto rainha · f8 preto torre · g8 preto rei · a7 preto peão · b7 preto peão · c7 preto peão · d7 preto cavalo · e7 preto bispo · f7 preto peão · g7 preto peão · h7 preto peão · e6 preto peão · f6 preto cavalo · d5 preto peão · g5 branco bispo · c4 branco peão · d4 branco peão · c3 branco cavalo · e3 branco peão · f3 branco cavalo · a2 branco peão · b2 branco peão · f2 branco peão · g2 branco peão · h2 branco peão · a1 branco torre · d1 branco rainha · e1 branco rei · f1 branco bispo · h1 branco torre | a8 preto torre · c8 preto bispo · d8 preto rainha · f8 preto torre · g8 preto rei · a7 preto peão · b7 preto peão · c7 preto peão · d7 preto cavalo · e7 preto bispo · f7 preto peão · g7 preto peão · h7 preto peão · e6 preto peão · f6 preto cavalo · d5 preto peão · g5 branco bispo · c4 branco peão · d4 branco peão · c3 branco cavalo · e3 branco peão · f3 branco cavalo · a2 branco peão · b2 branco peão · f2 branco peão · g2 branco peão · h2 branco peão · a1 branco torre · d1 branco rainha · e1 branco rei · f1 branco bispo · h1 branco torre | a8 preto torre · c8 preto bispo · d8 preto rainha · f8 preto torre · g8 preto rei · a7 preto peão · b7 preto peão · c7 preto peão · d7 preto cavalo · e7 preto bispo · f7 preto peão · g7 preto peão · h7 preto peão · e6 preto peão · f6 preto cavalo · d5 preto peão · g5 branco bispo · c4 branco peão · d4 branco peão · c3 branco cavalo · e3 branco peão · f3 branco cavalo · a2 branco peão · b2 branco peão · f2 branco peão · g2 branco peão · h2 branco peão · a1 branco torre · d1 branco rainha · e1 branco rei · f1 branco bispo · h1 branco torre | a8 preto torre · c8 preto bispo · d8 preto rainha · f8 preto torre · g8 preto rei · a7 preto peão · b7 preto peão · c7 preto peão · d7 preto cavalo · e7 preto bispo · f7 preto peão · g7 preto peão · h7 preto peão · e6 preto peão · f6 preto cavalo · d5 preto peão · g5 branco bispo · c4 branco peão · d4 branco peão · c3 branco cavalo · e3 branco peão · f3 branco cavalo · a2 branco peão · b2 branco peão · f2 branco peão · g2 branco peão · h2 branco peão · a1 branco torre · d1 branco rainha · e1 branco rei · f1 branco bispo · h1 branco torre | a8 preto torre · c8 preto bispo · d8 preto rainha · f8 preto torre · g8 preto rei · a7 preto peão · b7 preto peão · c7 preto peão · d7 preto cavalo · e7 preto bispo · f7 preto peão · g7 preto peão · h7 preto peão · e6 preto peão · f6 preto cavalo · d5 preto peão · g5 branco bispo · c4 branco peão · d4 branco peão · c3 branco cavalo · e3 branco peão · f3 branco cavalo · a2 branco peão · b2 branco peão · f2 branco peão · g2 branco peão · h2 branco peão · a1 branco torre · d1 branco rainha · e1 branco rei · f1 branco bispo · h1 branco torre | 8 |
| 7 | a8 preto torre · c8 preto bispo · d8 preto rainha · f8 preto torre · g8 preto rei · a7 preto peão · b7 preto peão · c7 preto peão · d7 preto cavalo · e7 preto bispo · f7 preto peão · g7 preto peão · h7 preto peão · e6 preto peão · f6 preto cavalo · d5 preto peão · g5 branco bispo · c4 branco peão · d4 branco peão · c3 branco cavalo · e3 branco peão · f3 branco cavalo · a2 branco peão · b2 branco peão · f2 branco peão · g2 branco peão · h2 branco peão · a1 branco torre · d1 branco rainha · e1 branco rei · f1 branco bispo · h1 branco torre | a8 preto torre · c8 preto bispo · d8 preto rainha · f8 preto torre · g8 preto rei · a7 preto peão · b7 preto peão · c7 preto peão · d7 preto cavalo · e7 preto bispo · f7 preto peão · g7 preto peão · h7 preto peão · e6 preto peão · f6 preto cavalo · d5 preto peão · g5 branco bispo · c4 branco peão · d4 branco peão · c3 branco cavalo · e3 branco peão · f3 branco cavalo · a2 branco peão · b2 branco peão · f2 branco peão · g2 branco peão · h2 branco peão · a1 branco torre · d1 branco rainha · e1 branco rei · f1 branco bispo · h1 branco torre | a8 preto torre · c8 preto bispo · d8 preto rainha · f8 preto torre · g8 preto rei · a7 preto peão · b7 preto peão · c7 preto peão · d7 preto cavalo · e7 preto bispo · f7 preto peão · g7 preto peão · h7 preto peão · e6 preto peão · f6 preto cavalo · d5 preto peão · g5 branco bispo · c4 branco peão · d4 branco peão · c3 branco cavalo · e3 branco peão · f3 branco cavalo · a2 branco peão · b2 branco peão · f2 branco peão · g2 branco peão · h2 branco peão · a1 branco torre · d1 branco rainha · e1 branco rei · f1 branco bispo · h1 branco torre | a8 preto torre · c8 preto bispo · d8 preto rainha · f8 preto torre · g8 preto rei · a7 preto peão · b7 preto peão · c7 preto peão · d7 preto cavalo · e7 preto bispo · f7 preto peão · g7 preto peão · h7 preto peão · e6 preto peão · f6 preto cavalo · d5 preto peão · g5 branco bispo · c4 branco peão · d4 branco peão · c3 branco cavalo · e3 branco peão · f3 branco cavalo · a2 branco peão · b2 branco peão · f2 branco peão · g2 branco peão · h2 branco peão · a1 branco torre · d1 branco rainha · e1 branco rei · f1 branco bispo · h1 branco torre | a8 preto torre · c8 preto bispo · d8 preto rainha · f8 preto torre · g8 preto rei · a7 preto peão · b7 preto peão · c7 preto peão · d7 preto cavalo · e7 preto bispo · f7 preto peão · g7 preto peão · h7 preto peão · e6 preto peão · f6 preto cavalo · d5 preto peão · g5 branco bispo · c4 branco peão · d4 branco peão · c3 branco cavalo · e3 branco peão · f3 branco cavalo · a2 branco peão · b2 branco peão · f2 branco peão · g2 branco peão · h2 branco peão · a1 branco torre · d1 branco rainha · e1 branco rei · f1 branco bispo · h1 branco torre | a8 preto torre · c8 preto bispo · d8 preto rainha · f8 preto torre · g8 preto rei · a7 preto peão · b7 preto peão · c7 preto peão · d7 preto cavalo · e7 preto bispo · f7 preto peão · g7 preto peão · h7 preto peão · e6 preto peão · f6 preto cavalo · d5 preto peão · g5 branco bispo · c4 branco peão · d4 branco peão · c3 branco cavalo · e3 branco peão · f3 branco cavalo · a2 branco peão · b2 branco peão · f2 branco peão · g2 branco peão · h2 branco peão · a1 branco torre · d1 branco rainha · e1 branco rei · f1 branco bispo · h1 branco torre | a8 preto torre · c8 preto bispo · d8 preto rainha · f8 preto torre · g8 preto rei · a7 preto peão · b7 preto peão · c7 preto peão · d7 preto cavalo · e7 preto bispo · f7 preto peão · g7 preto peão · h7 preto peão · e6 preto peão · f6 preto cavalo · d5 preto peão · g5 branco bispo · c4 branco peão · d4 branco peão · c3 branco cavalo · e3 branco peão · f3 branco cavalo · a2 branco peão · b2 branco peão · f2 branco peão · g2 branco peão · h2 branco peão · a1 branco torre · d1 branco rainha · e1 branco rei · f1 branco bispo · h1 branco torre | a8 preto torre · c8 preto bispo · d8 preto rainha · f8 preto torre · g8 preto rei · a7 preto peão · b7 preto peão · c7 preto peão · d7 preto cavalo · e7 preto bispo · f7 preto peão · g7 preto peão · h7 preto peão · e6 preto peão · f6 preto cavalo · d5 preto peão · g5 branco bispo · c4 branco peão · d4 branco peão · c3 branco cavalo · e3 branco peão · f3 branco cavalo · a2 branco peão · b2 branco peão · f2 branco peão · g2 branco peão · h2 branco peão · a1 branco torre · d1 branco rainha · e1 branco rei · f1 branco bispo · h1 branco torre | 7 |
| 6 | a8 preto torre · c8 preto bispo · d8 preto rainha · f8 preto torre · g8 preto rei · a7 preto peão · b7 preto peão · c7 preto peão · d7 preto cavalo · e7 preto bispo · f7 preto peão · g7 preto peão · h7 preto peão · e6 preto peão · f6 preto cavalo · d5 preto peão · g5 branco bispo · c4 branco peão · d4 branco peão · c3 branco cavalo · e3 branco peão · f3 branco cavalo · a2 branco peão · b2 branco peão · f2 branco peão · g2 branco peão · h2 branco peão · a1 branco torre · d1 branco rainha · e1 branco rei · f1 branco bispo · h1 branco torre | a8 preto torre · c8 preto bispo · d8 preto rainha · f8 preto torre · g8 preto rei · a7 preto peão · b7 preto peão · c7 preto peão · d7 preto cavalo · e7 preto bispo · f7 preto peão · g7 preto peão · h7 preto peão · e6 preto peão · f6 preto cavalo · d5 preto peão · g5 branco bispo · c4 branco peão · d4 branco peão · c3 branco cavalo · e3 branco peão · f3 branco cavalo · a2 branco peão · b2 branco peão · f2 branco peão · g2 branco peão · h2 branco peão · a1 branco torre · d1 branco rainha · e1 branco rei · f1 branco bispo · h1 branco torre | a8 preto torre · c8 preto bispo · d8 preto rainha · f8 preto torre · g8 preto rei · a7 preto peão · b7 preto peão · c7 preto peão · d7 preto cavalo · e7 preto bispo · f7 preto peão · g7 preto peão · h7 preto peão · e6 preto peão · f6 preto cavalo · d5 preto peão · g5 branco bispo · c4 branco peão · d4 branco peão · c3 branco cavalo · e3 branco peão · f3 branco cavalo · a2 branco peão · b2 branco peão · f2 branco peão · g2 branco peão · h2 branco peão · a1 branco torre · d1 branco rainha · e1 branco rei · f1 branco bispo · h1 branco torre | a8 preto torre · c8 preto bispo · d8 preto rainha · f8 preto torre · g8 preto rei · a7 preto peão · b7 preto peão · c7 preto peão · d7 preto cavalo · e7 preto bispo · f7 preto peão · g7 preto peão · h7 preto peão · e6 preto peão · f6 preto cavalo · d5 preto peão · g5 branco bispo · c4 branco peão · d4 branco peão · c3 branco cavalo · e3 branco peão · f3 branco cavalo · a2 branco peão · b2 branco peão · f2 branco peão · g2 branco peão · h2 branco peão · a1 branco torre · d1 branco rainha · e1 branco rei · f1 branco bispo · h1 branco torre | a8 preto torre · c8 preto bispo · d8 preto rainha · f8 preto torre · g8 preto rei · a7 preto peão · b7 preto peão · c7 preto peão · d7 preto cavalo · e7 preto bispo · f7 preto peão · g7 preto peão · h7 preto peão · e6 preto peão · f6 preto cavalo · d5 preto peão · g5 branco bispo · c4 branco peão · d4 branco peão · c3 branco cavalo · e3 branco peão · f3 branco cavalo · a2 branco peão · b2 branco peão · f2 branco peão · g2 branco peão · h2 branco peão · a1 branco torre · d1 branco rainha · e1 branco rei · f1 branco bispo · h1 branco torre | a8 preto torre · c8 preto bispo · d8 preto rainha · f8 preto torre · g8 preto rei · a7 preto peão · b7 preto peão · c7 preto peão · d7 preto cavalo · e7 preto bispo · f7 preto peão · g7 preto peão · h7 preto peão · e6 preto peão · f6 preto cavalo · d5 preto peão · g5 branco bispo · c4 branco peão · d4 branco peão · c3 branco cavalo · e3 branco peão · f3 branco cavalo · a2 branco peão · b2 branco peão · f2 branco peão · g2 branco peão · h2 branco peão · a1 branco torre · d1 branco rainha · e1 branco rei · f1 branco bispo · h1 branco torre | a8 preto torre · c8 preto bispo · d8 preto rainha · f8 preto torre · g8 preto rei · a7 preto peão · b7 preto peão · c7 preto peão · d7 preto cavalo · e7 preto bispo · f7 preto peão · g7 preto peão · h7 preto peão · e6 preto peão · f6 preto cavalo · d5 preto peão · g5 branco bispo · c4 branco peão · d4 branco peão · c3 branco cavalo · e3 branco peão · f3 branco cavalo · a2 branco peão · b2 branco peão · f2 branco peão · g2 branco peão · h2 branco peão · a1 branco torre · d1 branco rainha · e1 branco rei · f1 branco bispo · h1 branco torre | a8 preto torre · c8 preto bispo · d8 preto rainha · f8 preto torre · g8 preto rei · a7 preto peão · b7 preto peão · c7 preto peão · d7 preto cavalo · e7 preto bispo · f7 preto peão · g7 preto peão · h7 preto peão · e6 preto peão · f6 preto cavalo · d5 preto peão · g5 branco bispo · c4 branco peão · d4 branco peão · c3 branco cavalo · e3 branco peão · f3 branco cavalo · a2 branco peão · b2 branco peão · f2 branco peão · g2 branco peão · h2 branco peão · a1 branco torre · d1 branco rainha · e1 branco rei · f1 branco bispo · h1 branco torre | 6 |
| 5 | a8 preto torre · c8 preto bispo · d8 preto rainha · f8 preto torre · g8 preto rei · a7 preto peão · b7 preto peão · c7 preto peão · d7 preto cavalo · e7 preto bispo · f7 preto peão · g7 preto peão · h7 preto peão · e6 preto peão · f6 preto cavalo · d5 preto peão · g5 branco bispo · c4 branco peão · d4 branco peão · c3 branco cavalo · e3 branco peão · f3 branco cavalo · a2 branco peão · b2 branco peão · f2 branco peão · g2 branco peão · h2 branco peão · a1 branco torre · d1 branco rainha · e1 branco rei · f1 branco bispo · h1 branco torre | a8 preto torre · c8 preto bispo · d8 preto rainha · f8 preto torre · g8 preto rei · a7 preto peão · b7 preto peão · c7 preto peão · d7 preto cavalo · e7 preto bispo · f7 preto peão · g7 preto peão · h7 preto peão · e6 preto peão · f6 preto cavalo · d5 preto peão · g5 branco bispo · c4 branco peão · d4 branco peão · c3 branco cavalo · e3 branco peão · f3 branco cavalo · a2 branco peão · b2 branco peão · f2 branco peão · g2 branco peão · h2 branco peão · a1 branco torre · d1 branco rainha · e1 branco rei · f1 branco bispo · h1 branco torre | a8 preto torre · c8 preto bispo · d8 preto rainha · f8 preto torre · g8 preto rei · a7 preto peão · b7 preto peão · c7 preto peão · d7 preto cavalo · e7 preto bispo · f7 preto peão · g7 preto peão · h7 preto peão · e6 preto peão · f6 preto cavalo · d5 preto peão · g5 branco bispo · c4 branco peão · d4 branco peão · c3 branco cavalo · e3 branco peão · f3 branco cavalo · a2 branco peão · b2 branco peão · f2 branco peão · g2 branco peão · h2 branco peão · a1 branco torre · d1 branco rainha · e1 branco rei · f1 branco bispo · h1 branco torre | a8 preto torre · c8 preto bispo · d8 preto rainha · f8 preto torre · g8 preto rei · a7 preto peão · b7 preto peão · c7 preto peão · d7 preto cavalo · e7 preto bispo · f7 preto peão · g7 preto peão · h7 preto peão · e6 preto peão · f6 preto cavalo · d5 preto peão · g5 branco bispo · c4 branco peão · d4 branco peão · c3 branco cavalo · e3 branco peão · f3 branco cavalo · a2 branco peão · b2 branco peão · f2 branco peão · g2 branco peão · h2 branco peão · a1 branco torre · d1 branco rainha · e1 branco rei · f1 branco bispo · h1 branco torre | a8 preto torre · c8 preto bispo · d8 preto rainha · f8 preto torre · g8 preto rei · a7 preto peão · b7 preto peão · c7 preto peão · d7 preto cavalo · e7 preto bispo · f7 preto peão · g7 preto peão · h7 preto peão · e6 preto peão · f6 preto cavalo · d5 preto peão · g5 branco bispo · c4 branco peão · d4 branco peão · c3 branco cavalo · e3 branco peão · f3 branco cavalo · a2 branco peão · b2 branco peão · f2 branco peão · g2 branco peão · h2 branco peão · a1 branco torre · d1 branco rainha · e1 branco rei · f1 branco bispo · h1 branco torre | a8 preto torre · c8 preto bispo · d8 preto rainha · f8 preto torre · g8 preto rei · a7 preto peão · b7 preto peão · c7 preto peão · d7 preto cavalo · e7 preto bispo · f7 preto peão · g7 preto peão · h7 preto peão · e6 preto peão · f6 preto cavalo · d5 preto peão · g5 branco bispo · c4 branco peão · d4 branco peão · c3 branco cavalo · e3 branco peão · f3 branco cavalo · a2 branco peão · b2 branco peão · f2 branco peão · g2 branco peão · h2 branco peão · a1 branco torre · d1 branco rainha · e1 branco rei · f1 branco bispo · h1 branco torre | a8 preto torre · c8 preto bispo · d8 preto rainha · f8 preto torre · g8 preto rei · a7 preto peão · b7 preto peão · c7 preto peão · d7 preto cavalo · e7 preto bispo · f7 preto peão · g7 preto peão · h7 preto peão · e6 preto peão · f6 preto cavalo · d5 preto peão · g5 branco bispo · c4 branco peão · d4 branco peão · c3 branco cavalo · e3 branco peão · f3 branco cavalo · a2 branco peão · b2 branco peão · f2 branco peão · g2 branco peão · h2 branco peão · a1 branco torre · d1 branco rainha · e1 branco rei · f1 branco bispo · h1 branco torre | a8 preto torre · c8 preto bispo · d8 preto rainha · f8 preto torre · g8 preto rei · a7 preto peão · b7 preto peão · c7 preto peão · d7 preto cavalo · e7 preto bispo · f7 preto peão · g7 preto peão · h7 preto peão · e6 preto peão · f6 preto cavalo · d5 preto peão · g5 branco bispo · c4 branco peão · d4 branco peão · c3 branco cavalo · e3 branco peão · f3 branco cavalo · a2 branco peão · b2 branco peão · f2 branco peão · g2 branco peão · h2 branco peão · a1 branco torre · d1 branco rainha · e1 branco rei · f1 branco bispo · h1 branco torre | 5 |
| 4 | a8 preto torre · c8 preto bispo · d8 preto rainha · f8 preto torre · g8 preto rei · a7 preto peão · b7 preto peão · c7 preto peão · d7 preto cavalo · e7 preto bispo · f7 preto peão · g7 preto peão · h7 preto peão · e6 preto peão · f6 preto cavalo · d5 preto peão · g5 branco bispo · c4 branco peão · d4 branco peão · c3 branco cavalo · e3 branco peão · f3 branco cavalo · a2 branco peão · b2 branco peão · f2 branco peão · g2 branco peão · h2 branco peão · a1 branco torre · d1 branco rainha · e1 branco rei · f1 branco bispo · h1 branco torre | a8 preto torre · c8 preto bispo · d8 preto rainha · f8 preto torre · g8 preto rei · a7 preto peão · b7 preto peão · c7 preto peão · d7 preto cavalo · e7 preto bispo · f7 preto peão · g7 preto peão · h7 preto peão · e6 preto peão · f6 preto cavalo · d5 preto peão · g5 branco bispo · c4 branco peão · d4 branco peão · c3 branco cavalo · e3 branco peão · f3 branco cavalo · a2 branco peão · b2 branco peão · f2 branco peão · g2 branco peão · h2 branco peão · a1 branco torre · d1 branco rainha · e1 branco rei · f1 branco bispo · h1 branco torre | a8 preto torre · c8 preto bispo · d8 preto rainha · f8 preto torre · g8 preto rei · a7 preto peão · b7 preto peão · c7 preto peão · d7 preto cavalo · e7 preto bispo · f7 preto peão · g7 preto peão · h7 preto peão · e6 preto peão · f6 preto cavalo · d5 preto peão · g5 branco bispo · c4 branco peão · d4 branco peão · c3 branco cavalo · e3 branco peão · f3 branco cavalo · a2 branco peão · b2 branco peão · f2 branco peão · g2 branco peão · h2 branco peão · a1 branco torre · d1 branco rainha · e1 branco rei · f1 branco bispo · h1 branco torre | a8 preto torre · c8 preto bispo · d8 preto rainha · f8 preto torre · g8 preto rei · a7 preto peão · b7 preto peão · c7 preto peão · d7 preto cavalo · e7 preto bispo · f7 preto peão · g7 preto peão · h7 preto peão · e6 preto peão · f6 preto cavalo · d5 preto peão · g5 branco bispo · c4 branco peão · d4 branco peão · c3 branco cavalo · e3 branco peão · f3 branco cavalo · a2 branco peão · b2 branco peão · f2 branco peão · g2 branco peão · h2 branco peão · a1 branco torre · d1 branco rainha · e1 branco rei · f1 branco bispo · h1 branco torre | a8 preto torre · c8 preto bispo · d8 preto rainha · f8 preto torre · g8 preto rei · a7 preto peão · b7 preto peão · c7 preto peão · d7 preto cavalo · e7 preto bispo · f7 preto peão · g7 preto peão · h7 preto peão · e6 preto peão · f6 preto cavalo · d5 preto peão · g5 branco bispo · c4 branco peão · d4 branco peão · c3 branco cavalo · e3 branco peão · f3 branco cavalo · a2 branco peão · b2 branco peão · f2 branco peão · g2 branco peão · h2 branco peão · a1 branco torre · d1 branco rainha · e1 branco rei · f1 branco bispo · h1 branco torre | a8 preto torre · c8 preto bispo · d8 preto rainha · f8 preto torre · g8 preto rei · a7 preto peão · b7 preto peão · c7 preto peão · d7 preto cavalo · e7 preto bispo · f7 preto peão · g7 preto peão · h7 preto peão · e6 preto peão · f6 preto cavalo · d5 preto peão · g5 branco bispo · c4 branco peão · d4 branco peão · c3 branco cavalo · e3 branco peão · f3 branco cavalo · a2 branco peão · b2 branco peão · f2 branco peão · g2 branco peão · h2 branco peão · a1 branco torre · d1 branco rainha · e1 branco rei · f1 branco bispo · h1 branco torre | a8 preto torre · c8 preto bispo · d8 preto rainha · f8 preto torre · g8 preto rei · a7 preto peão · b7 preto peão · c7 preto peão · d7 preto cavalo · e7 preto bispo · f7 preto peão · g7 preto peão · h7 preto peão · e6 preto peão · f6 preto cavalo · d5 preto peão · g5 branco bispo · c4 branco peão · d4 branco peão · c3 branco cavalo · e3 branco peão · f3 branco cavalo · a2 branco peão · b2 branco peão · f2 branco peão · g2 branco peão · h2 branco peão · a1 branco torre · d1 branco rainha · e1 branco rei · f1 branco bispo · h1 branco torre | a8 preto torre · c8 preto bispo · d8 preto rainha · f8 preto torre · g8 preto rei · a7 preto peão · b7 preto peão · c7 preto peão · d7 preto cavalo · e7 preto bispo · f7 preto peão · g7 preto peão · h7 preto peão · e6 preto peão · f6 preto cavalo · d5 preto peão · g5 branco bispo · c4 branco peão · d4 branco peão · c3 branco cavalo · e3 branco peão · f3 branco cavalo · a2 branco peão · b2 branco peão · f2 branco peão · g2 branco peão · h2 branco peão · a1 branco torre · d1 branco rainha · e1 branco rei · f1 branco bispo · h1 branco torre | 4 |
| 3 | a8 preto torre · c8 preto bispo · d8 preto rainha · f8 preto torre · g8 preto rei · a7 preto peão · b7 preto peão · c7 preto peão · d7 preto cavalo · e7 preto bispo · f7 preto peão · g7 preto peão · h7 preto peão · e6 preto peão · f6 preto cavalo · d5 preto peão · g5 branco bispo · c4 branco peão · d4 branco peão · c3 branco cavalo · e3 branco peão · f3 branco cavalo · a2 branco peão · b2 branco peão · f2 branco peão · g2 branco peão · h2 branco peão · a1 branco torre · d1 branco rainha · e1 branco rei · f1 branco bispo · h1 branco torre | a8 preto torre · c8 preto bispo · d8 preto rainha · f8 preto torre · g8 preto rei · a7 preto peão · b7 preto peão · c7 preto peão · d7 preto cavalo · e7 preto bispo · f7 preto peão · g7 preto peão · h7 preto peão · e6 preto peão · f6 preto cavalo · d5 preto peão · g5 branco bispo · c4 branco peão · d4 branco peão · c3 branco cavalo · e3 branco peão · f3 branco cavalo · a2 branco peão · b2 branco peão · f2 branco peão · g2 branco peão · h2 branco peão · a1 branco torre · d1 branco rainha · e1 branco rei · f1 branco bispo · h1 branco torre | a8 preto torre · c8 preto bispo · d8 preto rainha · f8 preto torre · g8 preto rei · a7 preto peão · b7 preto peão · c7 preto peão · d7 preto cavalo · e7 preto bispo · f7 preto peão · g7 preto peão · h7 preto peão · e6 preto peão · f6 preto cavalo · d5 preto peão · g5 branco bispo · c4 branco peão · d4 branco peão · c3 branco cavalo · e3 branco peão · f3 branco cavalo · a2 branco peão · b2 branco peão · f2 branco peão · g2 branco peão · h2 branco peão · a1 branco torre · d1 branco rainha · e1 branco rei · f1 branco bispo · h1 branco torre | a8 preto torre · c8 preto bispo · d8 preto rainha · f8 preto torre · g8 preto rei · a7 preto peão · b7 preto peão · c7 preto peão · d7 preto cavalo · e7 preto bispo · f7 preto peão · g7 preto peão · h7 preto peão · e6 preto peão · f6 preto cavalo · d5 preto peão · g5 branco bispo · c4 branco peão · d4 branco peão · c3 branco cavalo · e3 branco peão · f3 branco cavalo · a2 branco peão · b2 branco peão · f2 branco peão · g2 branco peão · h2 branco peão · a1 branco torre · d1 branco rainha · e1 branco rei · f1 branco bispo · h1 branco torre | a8 preto torre · c8 preto bispo · d8 preto rainha · f8 preto torre · g8 preto rei · a7 preto peão · b7 preto peão · c7 preto peão · d7 preto cavalo · e7 preto bispo · f7 preto peão · g7 preto peão · h7 preto peão · e6 preto peão · f6 preto cavalo · d5 preto peão · g5 branco bispo · c4 branco peão · d4 branco peão · c3 branco cavalo · e3 branco peão · f3 branco cavalo · a2 branco peão · b2 branco peão · f2 branco peão · g2 branco peão · h2 branco peão · a1 branco torre · d1 branco rainha · e1 branco rei · f1 branco bispo · h1 branco torre | a8 preto torre · c8 preto bispo · d8 preto rainha · f8 preto torre · g8 preto rei · a7 preto peão · b7 preto peão · c7 preto peão · d7 preto cavalo · e7 preto bispo · f7 preto peão · g7 preto peão · h7 preto peão · e6 preto peão · f6 preto cavalo · d5 preto peão · g5 branco bispo · c4 branco peão · d4 branco peão · c3 branco cavalo · e3 branco peão · f3 branco cavalo · a2 branco peão · b2 branco peão · f2 branco peão · g2 branco peão · h2 branco peão · a1 branco torre · d1 branco rainha · e1 branco rei · f1 branco bispo · h1 branco torre | a8 preto torre · c8 preto bispo · d8 preto rainha · f8 preto torre · g8 preto rei · a7 preto peão · b7 preto peão · c7 preto peão · d7 preto cavalo · e7 preto bispo · f7 preto peão · g7 preto peão · h7 preto peão · e6 preto peão · f6 preto cavalo · d5 preto peão · g5 branco bispo · c4 branco peão · d4 branco peão · c3 branco cavalo · e3 branco peão · f3 branco cavalo · a2 branco peão · b2 branco peão · f2 branco peão · g2 branco peão · h2 branco peão · a1 branco torre · d1 branco rainha · e1 branco rei · f1 branco bispo · h1 branco torre | a8 preto torre · c8 preto bispo · d8 preto rainha · f8 preto torre · g8 preto rei · a7 preto peão · b7 preto peão · c7 preto peão · d7 preto cavalo · e7 preto bispo · f7 preto peão · g7 preto peão · h7 preto peão · e6 preto peão · f6 preto cavalo · d5 preto peão · g5 branco bispo · c4 branco peão · d4 branco peão · c3 branco cavalo · e3 branco peão · f3 branco cavalo · a2 branco peão · b2 branco peão · f2 branco peão · g2 branco peão · h2 branco peão · a1 branco torre · d1 branco rainha · e1 branco rei · f1 branco bispo · h1 branco torre | 3 |
| 2 | a8 preto torre · c8 preto bispo · d8 preto rainha · f8 preto torre · g8 preto rei · a7 preto peão · b7 preto peão · c7 preto peão · d7 preto cavalo · e7 preto bispo · f7 preto peão · g7 preto peão · h7 preto peão · e6 preto peão · f6 preto cavalo · d5 preto peão · g5 branco bispo · c4 branco peão · d4 branco peão · c3 branco cavalo · e3 branco peão · f3 branco cavalo · a2 branco peão · b2 branco peão · f2 branco peão · g2 branco peão · h2 branco peão · a1 branco torre · d1 branco rainha · e1 branco rei · f1 branco bispo · h1 branco torre | a8 preto torre · c8 preto bispo · d8 preto rainha · f8 preto torre · g8 preto rei · a7 preto peão · b7 preto peão · c7 preto peão · d7 preto cavalo · e7 preto bispo · f7 preto peão · g7 preto peão · h7 preto peão · e6 preto peão · f6 preto cavalo · d5 preto peão · g5 branco bispo · c4 branco peão · d4 branco peão · c3 branco cavalo · e3 branco peão · f3 branco cavalo · a2 branco peão · b2 branco peão · f2 branco peão · g2 branco peão · h2 branco peão · a1 branco torre · d1 branco rainha · e1 branco rei · f1 branco bispo · h1 branco torre | a8 preto torre · c8 preto bispo · d8 preto rainha · f8 preto torre · g8 preto rei · a7 preto peão · b7 preto peão · c7 preto peão · d7 preto cavalo · e7 preto bispo · f7 preto peão · g7 preto peão · h7 preto peão · e6 preto peão · f6 preto cavalo · d5 preto peão · g5 branco bispo · c4 branco peão · d4 branco peão · c3 branco cavalo · e3 branco peão · f3 branco cavalo · a2 branco peão · b2 branco peão · f2 branco peão · g2 branco peão · h2 branco peão · a1 branco torre · d1 branco rainha · e1 branco rei · f1 branco bispo · h1 branco torre | a8 preto torre · c8 preto bispo · d8 preto rainha · f8 preto torre · g8 preto rei · a7 preto peão · b7 preto peão · c7 preto peão · d7 preto cavalo · e7 preto bispo · f7 preto peão · g7 preto peão · h7 preto peão · e6 preto peão · f6 preto cavalo · d5 preto peão · g5 branco bispo · c4 branco peão · d4 branco peão · c3 branco cavalo · e3 branco peão · f3 branco cavalo · a2 branco peão · b2 branco peão · f2 branco peão · g2 branco peão · h2 branco peão · a1 branco torre · d1 branco rainha · e1 branco rei · f1 branco bispo · h1 branco torre | a8 preto torre · c8 preto bispo · d8 preto rainha · f8 preto torre · g8 preto rei · a7 preto peão · b7 preto peão · c7 preto peão · d7 preto cavalo · e7 preto bispo · f7 preto peão · g7 preto peão · h7 preto peão · e6 preto peão · f6 preto cavalo · d5 preto peão · g5 branco bispo · c4 branco peão · d4 branco peão · c3 branco cavalo · e3 branco peão · f3 branco cavalo · a2 branco peão · b2 branco peão · f2 branco peão · g2 branco peão · h2 branco peão · a1 branco torre · d1 branco rainha · e1 branco rei · f1 branco bispo · h1 branco torre | a8 preto torre · c8 preto bispo · d8 preto rainha · f8 preto torre · g8 preto rei · a7 preto peão · b7 preto peão · c7 preto peão · d7 preto cavalo · e7 preto bispo · f7 preto peão · g7 preto peão · h7 preto peão · e6 preto peão · f6 preto cavalo · d5 preto peão · g5 branco bispo · c4 branco peão · d4 branco peão · c3 branco cavalo · e3 branco peão · f3 branco cavalo · a2 branco peão · b2 branco peão · f2 branco peão · g2 branco peão · h2 branco peão · a1 branco torre · d1 branco rainha · e1 branco rei · f1 branco bispo · h1 branco torre | a8 preto torre · c8 preto bispo · d8 preto rainha · f8 preto torre · g8 preto rei · a7 preto peão · b7 preto peão · c7 preto peão · d7 preto cavalo · e7 preto bispo · f7 preto peão · g7 preto peão · h7 preto peão · e6 preto peão · f6 preto cavalo · d5 preto peão · g5 branco bispo · c4 branco peão · d4 branco peão · c3 branco cavalo · e3 branco peão · f3 branco cavalo · a2 branco peão · b2 branco peão · f2 branco peão · g2 branco peão · h2 branco peão · a1 branco torre · d1 branco rainha · e1 branco rei · f1 branco bispo · h1 branco torre | a8 preto torre · c8 preto bispo · d8 preto rainha · f8 preto torre · g8 preto rei · a7 preto peão · b7 preto peão · c7 preto peão · d7 preto cavalo · e7 preto bispo · f7 preto peão · g7 preto peão · h7 preto peão · e6 preto peão · f6 preto cavalo · d5 preto peão · g5 branco bispo · c4 branco peão · d4 branco peão · c3 branco cavalo · e3 branco peão · f3 branco cavalo · a2 branco peão · b2 branco peão · f2 branco peão · g2 branco peão · h2 branco peão · a1 branco torre · d1 branco rainha · e1 branco rei · f1 branco bispo · h1 branco torre | 2 |
| 1 | a8 preto torre · c8 preto bispo · d8 preto rainha · f8 preto torre · g8 preto rei · a7 preto peão · b7 preto peão · c7 preto peão · d7 preto cavalo · e7 preto bispo · f7 preto peão · g7 preto peão · h7 preto peão · e6 preto peão · f6 preto cavalo · d5 preto peão · g5 branco bispo · c4 branco peão · d4 branco peão · c3 branco cavalo · e3 branco peão · f3 branco cavalo · a2 branco peão · b2 branco peão · f2 branco peão · g2 branco peão · h2 branco peão · a1 branco torre · d1 branco rainha · e1 branco rei · f1 branco bispo · h1 branco torre | a8 preto torre · c8 preto bispo · d8 preto rainha · f8 preto torre · g8 preto rei · a7 preto peão · b7 preto peão · c7 preto peão · d7 preto cavalo · e7 preto bispo · f7 preto peão · g7 preto peão · h7 preto peão · e6 preto peão · f6 preto cavalo · d5 preto peão · g5 branco bispo · c4 branco peão · d4 branco peão · c3 branco cavalo · e3 branco peão · f3 branco cavalo · a2 branco peão · b2 branco peão · f2 branco peão · g2 branco peão · h2 branco peão · a1 branco torre · d1 branco rainha · e1 branco rei · f1 branco bispo · h1 branco torre | a8 preto torre · c8 preto bispo · d8 preto rainha · f8 preto torre · g8 preto rei · a7 preto peão · b7 preto peão · c7 preto peão · d7 preto cavalo · e7 preto bispo · f7 preto peão · g7 preto peão · h7 preto peão · e6 preto peão · f6 preto cavalo · d5 preto peão · g5 branco bispo · c4 branco peão · d4 branco peão · c3 branco cavalo · e3 branco peão · f3 branco cavalo · a2 branco peão · b2 branco peão · f2 branco peão · g2 branco peão · h2 branco peão · a1 branco torre · d1 branco rainha · e1 branco rei · f1 branco bispo · h1 branco torre | a8 preto torre · c8 preto bispo · d8 preto rainha · f8 preto torre · g8 preto rei · a7 preto peão · b7 preto peão · c7 preto peão · d7 preto cavalo · e7 preto bispo · f7 preto peão · g7 preto peão · h7 preto peão · e6 preto peão · f6 preto cavalo · d5 preto peão · g5 branco bispo · c4 branco peão · d4 branco peão · c3 branco cavalo · e3 branco peão · f3 branco cavalo · a2 branco peão · b2 branco peão · f2 branco peão · g2 branco peão · h2 branco peão · a1 branco torre · d1 branco rainha · e1 branco rei · f1 branco bispo · h1 branco torre | a8 preto torre · c8 preto bispo · d8 preto rainha · f8 preto torre · g8 preto rei · a7 preto peão · b7 preto peão · c7 preto peão · d7 preto cavalo · e7 preto bispo · f7 preto peão · g7 preto peão · h7 preto peão · e6 preto peão · f6 preto cavalo · d5 preto peão · g5 branco bispo · c4 branco peão · d4 branco peão · c3 branco cavalo · e3 branco peão · f3 branco cavalo · a2 branco peão · b2 branco peão · f2 branco peão · g2 branco peão · h2 branco peão · a1 branco torre · d1 branco rainha · e1 branco rei · f1 branco bispo · h1 branco torre | a8 preto torre · c8 preto bispo · d8 preto rainha · f8 preto torre · g8 preto rei · a7 preto peão · b7 preto peão · c7 preto peão · d7 preto cavalo · e7 preto bispo · f7 preto peão · g7 preto peão · h7 preto peão · e6 preto peão · f6 preto cavalo · d5 preto peão · g5 branco bispo · c4 branco peão · d4 branco peão · c3 branco cavalo · e3 branco peão · f3 branco cavalo · a2 branco peão · b2 branco peão · f2 branco peão · g2 branco peão · h2 branco peão · a1 branco torre · d1 branco rainha · e1 branco rei · f1 branco bispo · h1 branco torre | a8 preto torre · c8 preto bispo · d8 preto rainha · f8 preto torre · g8 preto rei · a7 preto peão · b7 preto peão · c7 preto peão · d7 preto cavalo · e7 preto bispo · f7 preto peão · g7 preto peão · h7 preto peão · e6 preto peão · f6 preto cavalo · d5 preto peão · g5 branco bispo · c4 branco peão · d4 branco peão · c3 branco cavalo · e3 branco peão · f3 branco cavalo · a2 branco peão · b2 branco peão · f2 branco peão · g2 branco peão · h2 branco peão · a1 branco torre · d1 branco rainha · e1 branco rei · f1 branco bispo · h1 branco torre | a8 preto torre · c8 preto bispo · d8 preto rainha · f8 preto torre · g8 preto rei · a7 preto peão · b7 preto peão · c7 preto peão · d7 preto cavalo · e7 preto bispo · f7 preto peão · g7 preto peão · h7 preto peão · e6 preto peão · f6 preto cavalo · d5 preto peão · g5 branco bispo · c4 branco peão · d4 branco peão · c3 branco cavalo · e3 branco peão · f3 branco cavalo · a2 branco peão · b2 branco peão · f2 branco peão · g2 branco peão · h2 branco peão · a1 branco torre · d1 branco rainha · e1 branco rei · f1 branco bispo · h1 branco torre | 1 |
|   | a | b | c | d | e | f | g | h |   |

A Defesa Ortodoxa é uma defesa de xadrez que se produz após os lances, sendo considera uma variação do Gambito da Dama Recusado:
1. d4 d5
2. c4 e6
3. Cc3 Cf6
4. Bg5 Be7
5. e3 O-O
6. Cf3 Cbd7

Esta defesa pode ser utilizada na Abertura Inglesa, e está cadastrada na ECO sob o código D60.